# Florin Florineth
Florin Florineth (* 17. November 1946 in Mals, Südtirol; † 16. Juli 2023 in Mödling, Niederösterreich) war ein Ingenieurbiologe, Vegetationstechniker und Hochschullehrer.

## Leben
Florineth promovierte 1973 an der Universität Innsbruck. 2001 wurde er mit dem Umweltpreis der Stadtgemeinde Mödling ausgezeichnet. Ab 1994 war er bis zu seiner Emeritierung im Jahre 2015 Professor und Leiter des Instituts für Ingenieurbiologie und Landschaftsbau und bis 2013 auch Leiter des Departments für Bautechnik und Naturgefahren an der Universität für Bodenkultur Wien.

## Publikationen (Auswahl)
- Pflanzen statt Beton – Sichern und Gestalten mit Pflanzen Patzer Verlag, Hannover 2012
- Piante al posto del Cemento. Manuale di Ingegneria Naturalistica e Verde Tecnico Verde Editoriale S.r.l., Milano 2007
- Fließgewässer erhalten und entwickeln. Praxisfibel zur Pflege und Instandhaltung BMLFUW & ÖWAV, Wien 2006
- Steppenvegetation im oberen Vinschgau – Grundlagen für Aufforstungszwecke Dissertation an der Universität Innsbruck 1973